# Barrage de Mratinje
Le barrage de Mratinje (serbe : Брана Мратиње ; romanisé : Brana Mratinje) est un barrage-voûte en béton situé dans le canyon de la rivière Piva au Monténégro.  

## Construction
Le barrage a été achevé en 1975 selon les plans d'Energoprojekt. Sa construction a entraîné l'inondation du canyon de Piva et la création du lac Piva, qui, avec ses 12,5 km2, est le deuxième plus grand lac du Monténégro.
Le barrage mesure 220 m de haut — l'un des plus élevés d'Europe —, 268 m de long et 4,5 m d'épaisseur à la crête, alors qu'il est de 30 m de long et 36 m d'épaisseur à la base. Les fondations s'enfoncent jusqu'à 38 m dans le sol. Quelque 820 000 m3 de béton et 5 000 tonnes d'acier ont été nécessaires pour la construction du barrage.

## Production
La centrale hydroélectrique de Mratinje est capable de produire 860 GWh d'électricité par an. Elle dispose de trois turbines et générateurs, chacun d'une capacité de production de 120 MW.

## Patrimoine
L'emplacement du monastère de Piva, datant du XVIe siècle, aurait été inondé par le lac. Ainsi, pendant la construction du barrage, le monastère a été démonté, déplacé de 3,5 km vers un terrain plus élevé, puis reconstruit dans sa forme originale.